# Castianeira cincta
Castianeira cincta is een spinnensoort uit de familie van de loopspinnen (Corinnidae).
De wetenschappelijke naam van de soort werd in 1929 als Myrmecotypus cinctus gepubliceerd door Nathan Banks.